# Bert Röling

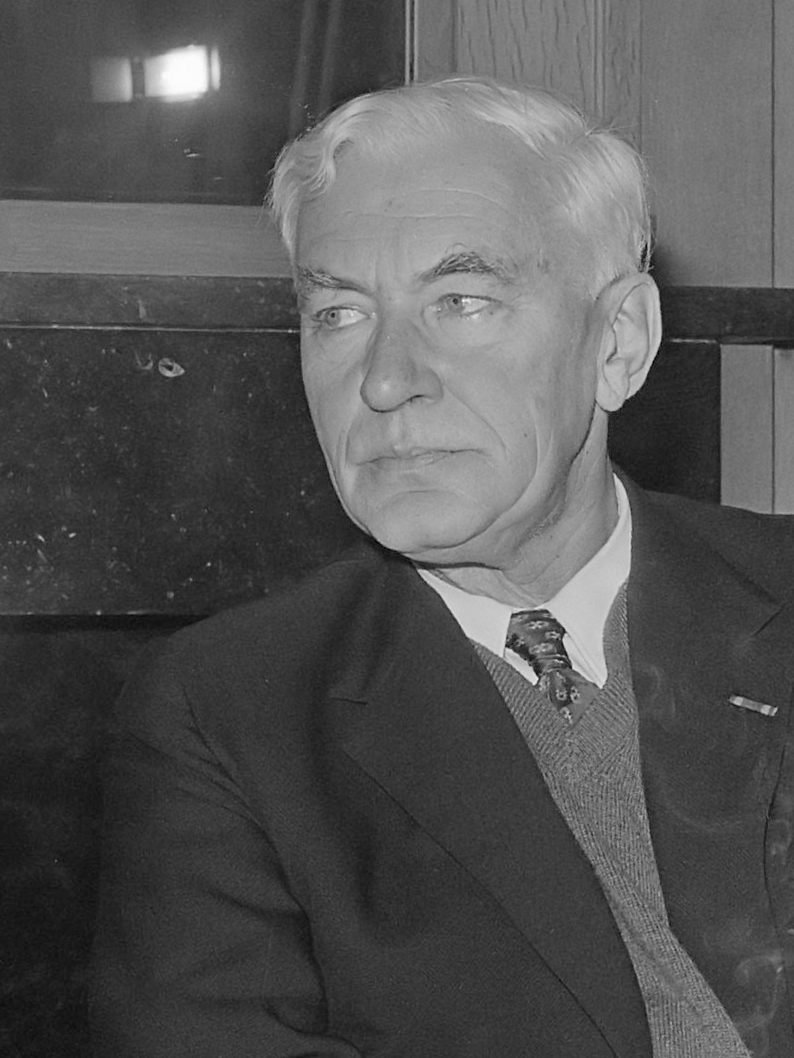
Bert Röling (1972)

Bernard Victor Aloysius (Bert) Röling (* 26. Dezember 1906 in ’s-Hertogenbosch; † 16. März 1985 in Groningen) war ein niederländischer Rechtswissenschaftler.

## Leben
Röling studierte Rechtswissenschaften an den Universitäten in Nijmegen, Marburg und Utrecht und promovierte 1933 mit einer Arbeit zum Thema De wetgeving tegen de zogenaamde beroeps- en gewoontemisdadigers, welche von der Universität Groningen mit einem Preis ausgezeichnet wurde, zum Doctor juris. Anschließend arbeitete er als Privatdozent an der Universität Utrecht, wo er an der Gründung des Kriminologischen Instituts beteiligt war.
1946 wurde er zum Richter am Internationalen Militärgerichtshof für den Fernen Osten ernannt und begann dadurch, sich mit dem Bereich des Völkerrechts zu beschäftigen. Anschließend war er Mitglied der Niederländischen Delegation bei den Vereinten Nationen, wo er mit dem ständigen Vertreten von Mindermeinungen für Aufsehen sorgte.
1949 wurde Röling zum Professor für Strafrecht und Kriminologie an der Universität Groningen ernannt, wo er bis zu seiner Emeritierung im Jahr 1976 tätig war. Er spezialisierte sich auf den Bereich des Völkerstrafrechts und erhielt daher 1957 auch einen Lehrauftrag für Völkerrecht. Röling gründete 1962 das Institut für Friedensforschung an der Universität Groningen. Er lehnte sowohl Kernwaffen als auch die amerikanische Intervention im Vietnamkrieg ab.
Nach Bert Röling ist der Röling Lehrstuhl an der Universität Groningen benannt, den zahlreiche bedeutende Völkerrechtler, so unter anderem Antonio Cassese, Manfred Lachs, Erik Suy und Michael Bothe, innehatten. Ab 1963 war er Mitglied des Institut de Droit international.
Sein Sohn Matthijs Röling machte sich als Künstler einen Namen.

## Publikationen (Auswahl)
- Einführung in die Wissenschaft von Krieg und Frieden. Hess. Landeszentrale f. Polit. Bildung, Wiesbaden 1970.
- Völkerrecht und Friedenswissenschaft. Dt. Ges. f. Friedens- u. Konfliktforschung e. V., Bonn-Bad Godesberg 1974.
- The Tokyo judgement. APA Univ. Press Amsterdam 1977, ISBN 90-6042-040-3.
- The 1974 U.N. definition of aggression. In: Antonio Cassese (Hrsg.): The current legal regulation of the use of force. Nijhoff, Dordrecht 1986, ISBN 90-247-3247-6, S. 413–421.
- Crimes against peace. In: Antonio Cassese (Hrsg.): The current legal regulation of the use of force. Nijhoff, Dordrecht 1986, ISBN 90-247-3247-6, S. 385–394.